# Georg-Hans Reinhardt
Georg-Hans Reinhardt (Bautzen, 1º marzo 1887 – Tegernsee, 23 novembre 1963) è stato un generale tedesco durante la seconda guerra mondiale.
Ufficiale esperto e preparato della Panzerwaffe (la nuova arma corazzata tedesca), insieme ad Heinz Guderian, Hermann Hoth ed Erich Höppner, Reinhardt fu tra le personalità più importanti e capaci della Wehrmacht, in servizio attivo (al comando di reparti corazzati) per la maggior parte della guerra.

## Biografia

### Guerra Lampo in Polonia e all'Ovest
Georg-Hans Reinhardt nacque a Bautzen, in Sassonia, e partecipò alla prima guerra mondiale in un reparto di fanteria; dopo la sconfitta della Germania rimase nella Reichswehr ottenendo nel 1934 il grado di colonnello.
Allo scoppio della seconda guerra mondiale, con il grado di generalmajor, Reinhardt era al comando della 4. Panzer-Division, incarico che mantenne fino al 5 febbraio 1940, con cui partecipò con un ruolo di grande rilievo, alla campagna di Polonia. La sua divisione corazzata effettuò lo sfondamento più rapido e profondo tra tutti i reparti corazzati tedeschi fin dai primi giorni e marciò audacemente su Varsavia, raggiunta già il 6 settembre. Contrattaccata, la 4. Panzer-Division subì perdite e non poté conquistare di sorpresa la capitale polacca, ma Reinhardt diede una prima brillante dimostrazione delle tattiche rivoluzionarie della Guerra lampo e venne molto elogiato dall'Alto comando. Dopo la fine della campagna, venne quindi promosso generalleutnant e fu insignito della Croce di Cavaliere della Croce di Ferro.
Durante la campagna di Francia comandò il XLI Corpo d'Armata motorizzato, guidando i suoi carri attraverso la foresta delle Ardenne fino al canale della Manica e, grazie a questo successo, fu promosso general der Panzertruppen il 1º giugno 1940. Dopo la resa della Francia il suo Corpo d'Armata avrebbe dovuto prendere parte all'Operazione Seelöwe, l'invasione dell'Inghilterra, essendo designato come prima forza di sbarco ma la sconfitta della Germania nella battaglia d'Inghilterra indusse Hitler a rinunciare all'invasione.

### Operazione Barbarossa
Il 22 giugno 1941, all'inizio dell'Operazione Barbarossa, il XLI Corpo d'Armata motorizzato fu inquadrato nel IV Gruppo Corazzato, comandato dal generale Erich Hoepner, sul fronte nord nel settore del Gruppo d'armate Nord, comandato dal feldmaresciallo Wilhelm Ritter von Leeb. Dopo qualche difficoltà iniziale causata dai violenti contrattacchi delle riserve meccanizzate sovietiche che vennero respinti dai panzer di Reinhardt dopo un'aspra lotta (battaglia di Reisenjai), il XLI Corpo motorizzato riuscì il 14 luglio a catturare intatti i due ponti sul fiume Luga, consolidandovi solide teste di ponte, ed aprendo la strada verso Leningrado. Nel momento in cui l'attacco stava per essere sferrato, Reinhardt ricevette ordine di fermarsi dall'Oberkommando des Heeres (OKH), obbedendo alla direttiva del Führer che richiedeva di tenere la città sotto assedio senza cercare di conquistarla con un attacco diretto.
Durante la battaglia di Mosca Reinhardt sostituì il 5 ottobre il generale Hermann Hoth al comando della 3ª armata corazzata e, nonostante i successi ottenuti a Vjaz'ma e Kalinin, l'attacco alla capitale fallì a causa del freddo, del fango e del forte contrattacco sovietico e la grande unità corazzata fu costretta a mettersi in posizione difensiva evitando tuttavia lo sfondamento del fronte, ed in forza di questa azione il generale guadagnò le fronde di quercia in aggiunta alla sua croce di ferro.

### Guerra sul fronte orientale
Dal 1942 egli rimase nel settore tra Vicebsk e Smolensk, arginando in quel periodo gli attacchi sovietici fino al giugno del 1944, quando la pressione dell'offensiva frantumò il Gruppo d'armate Centro.
Reinhardt rimase sul fronte orientale ed il 16 agosto dello stesso anno fu nominato comandante del Gruppo d'armate Centro ma le forze tedesche erano ormai in rotta e l'avanzata sovietica inarrestabile, egli comandò la ritirata in Polonia e nella Prussia Orientale, entrando in contrasto anche con Hitler, ritirandosi dal servizio attivo nel gennaio del 1945.

## Dopo la guerra
Nel giugno del 1945 Reinhardt fu arrestato dall'esercito degli Stati Uniti come criminale di guerra e processato, insieme ad altri 13 ufficiali, da un Tribunale militare americano a Norimberga; fu giudicato colpevole di omicidio e di maltrattamenti nei confronti dei prigionieri di guerra, deportazione e presa in ostaggio di civili nei paesi occupati e condannato a 15 anni di reclusione, venendo tuttavia rilasciato nel 1952. Morì a Tegernsee, in Baviera, nel 1963.